# Fontanaluccia
Fontanaluccia è una frazione del comune di Frassinoro nell'alto Appennino modenese, situata sulla sponda destra del torrente Dolo.

## Geografia fisica
Posta nella valle del Dolo, Fontanaluccia dista pochi chilometri dal confine con la provincia di Reggio Emilia, sulla riva opposta del torrente sorge infatti Gazzano, frazione del comune reggiano di Villa Minozzo.

## Storia
Già agli inizi del XIII secolo si hanno notizie di questo piccolo borgo abitato da poche centinaia di persone. Dalla fine del XVII secolo acquistò il titolo di comune, con il nome di Fontanaluccia. Antica sede parrocchiale, la prima chiesa fu distrutta da una frana agli inizi del XIX secolo; l'attuale fu terminata nel 1836, mentre il campanile posto al suo fianco intorno al 1894. 
Fontanaluccia ebbe un ruolo rilevante durante la Seconda Guerra Mondiale poiché ospitò un ospedale partigiano dall'estate del 1944, quando la Resistenza Italiana di Modena liberò la regione e istituì la zona libera di Montefiorino.
L'ospedale fu distrutto dalla Wehrmacht il 2 agosto 1944 durante l'operazione militare denominata Wallenstein III.

## Rioni
Fontanaluccia è suddivisa in varie borgate: Trugoni, Case Cerbiani, La chiesa, Case Farioli, Case Stefani, Muschioso, Case Campanile, Case Manni, Pere Storte, Casa Bernardi, Casale per citarne alcune.

## Economia
Fontanaluccia è nota per la realizzazione delle campane, infatti nel XIX secolo vi operarono ben due fonderie.
La fonderia Giovanni Battista e Lodovico Bimbi, chiusa negli anni '60 del XX secolo. Scissione della più antica famiglia di fonditori provenienti dalla Garfagnana, da Villa Collemandina (LU), che chiuse nel 1830. Le campane dei Bimbi erano particolarmente gradite nell'arco montano delle Apuane Toscane (Garfagnana e Versilia) specialmente in Versilia vi si trovano le migliori realizzazioni campanarie, alcuni concerti integri, che vanno dalla fine del '700 alla metà del '900.
La caratteristica tipica della sagoma Bimbi è l'ottava inferiore calante, che caratterizzava campane manieristiche del '500. Inoltre la fonderia Giovanni Battista Stefani, che fuse delle campane per Polinago nel 1830 e anche per Fanano nel 1823; addirittura un suo concerto (datato 1842) si trova sul campanile della Cattedrale toscana di San Miniato (FI). 

## La diga
Famosa tra le altre cose per la diga sul Dolo, che posta in fondo alla valle, fornisce acqua per la centrale idroelettrica di Farneta e per l'abbondante presenza di alberi di castagno a cui è dedicata sagra nel periodo autunnale. Lo sbarramento in calcestruzzo a volta, è sostenuto da contrafforti. I lavori di costruzione ebbero inizio nel 1925 e terminarono nel 1928.

## Galleria d'immagini

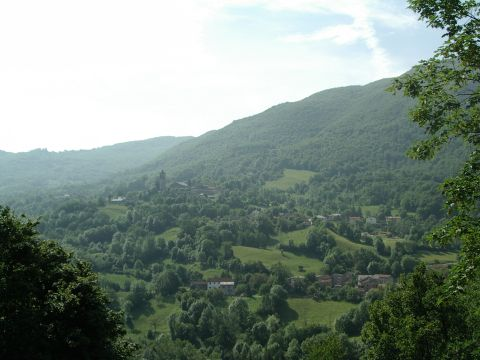
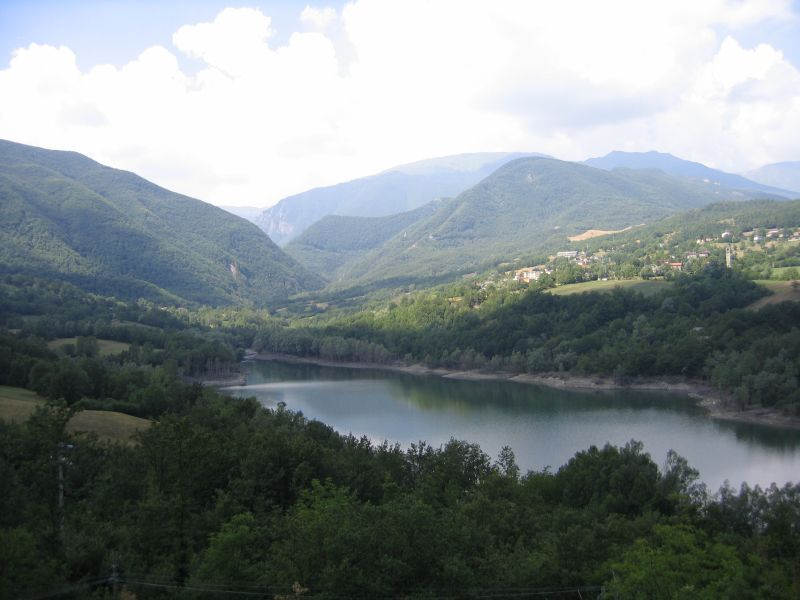
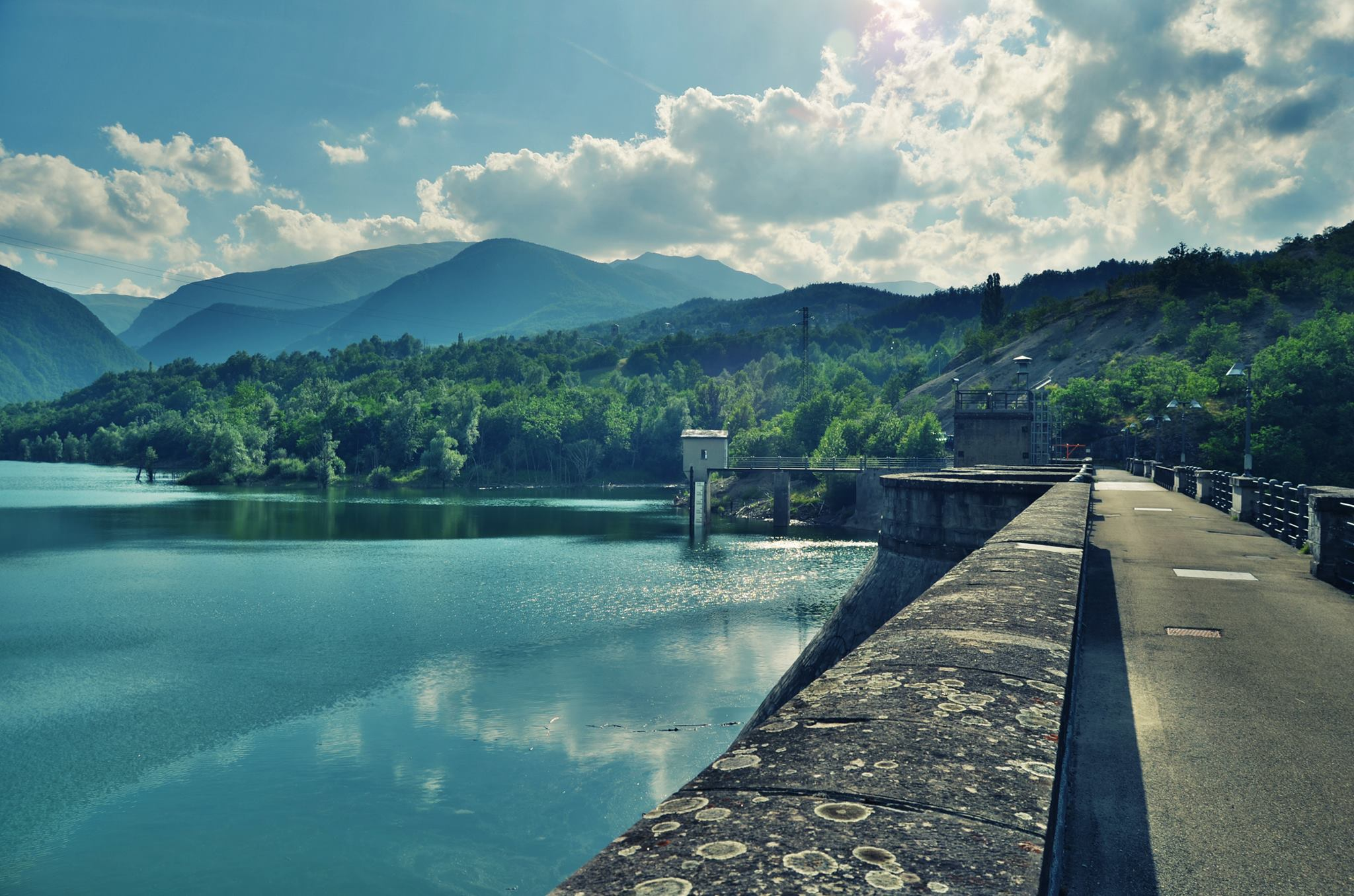